# 天主教阿坦布阿教区
天主教阿坦布阿教區（拉丁語：Dioecesis Atambuensis）是印度尼西亞一個羅馬天主教教區，位於帝汶島，與東帝汶接壤，屬古邦總教區。2005年有教友478,508人（佔區內人口95%，為全國最高）、54個堂區、174名司鐸（2007年）。現任主教為多明我·薩庫。
1936年5月25日自Isole della Piccola Sonda監牧區建荷屬帝汶監牧區，1948年11月11日易名。1963年1月3日升為教區。